# Honda CB 250 RS
La Honda CB 250 RS a une mécanique monocylindre 4 temps, à 4 soupapes à arbre à cames en tête, balanciers d'équilibrage antivibrations, allumage électronique intégral, boîte 5 vitesses, frein à disque hydraulique.

## Historique
Après des années de commercialisation de la 250 XL puis de la 250 XLS, Honda réutilise son moteur monocylindre pour une routière. En 1980, sort un premier modèle, la RS A, avec démarrage par kick-starter couplé à un système de décompression automatique commandé par câble. Bien que pouvant atteindre 145 km/h (le moteur développe 26 ch à 8 500 tr/min), la machine est nettement plus à l'aise en ville que sur route. En 1982, elle est remplacée par le modèle D, avec démarreur, qui n'apporte pas de changements notables.

## Caractéristiques
Contrairement aux CB 250 bicylindres, dérivées de la 350, donc lourdes, la RS est beaucoup plus proche d'une 125, donc très fine et légère. Contrairement à la XL, où les deux sorties d'échappement étaient réunies en une seule, la RS a deux échappements indépendants jusqu'au bout, ce qui est exceptionnel sur un monocylindre dans la production motocycliste moderne (mais très courant des années 1930 aux années 1950).
Le modèle français était spécifiquement sous-alésé à 72,5 mm pour 238 cm3 pour des raisons fiscales (TVA moindre jusqu'à 240 cm3), contrairement aux modèles de toutes les autres nationalités alésés en 74 mm. À signaler également : deux modèles allemands, dont un bridé avec notamment des sorties de pots rétrécies par un goulet d'étranglement au départ des collecteurs.
Cette moto n'a jamais eu des ventes très significatives en France, du fait de la désaffection pour cette cylindrée. C'est, cependant, une machine idéale pour débuter, de par son faible coût d'entretien, sa maniabilité, sa bonne garde au sol, son freinage correct, sa grande fiabilité, etc.

## Filmographie
Le modèle à démarreur apparaît souvent dans le film Les Branchés à Saint-Tropez, aux côtés d'une XL et de plusieurs Honda CB 400 N de police.